# Æðuvík
Æðuvík (IPA: [ˈɛavʊvʊik], danska: Avevig), är en tätort på Färöarna. Den ligger på östsidan av Eysturoys sydspets, och utgör en del av Runavíks kommun. Byn grundades som en niðursetubygd 1897. Innan byn grundlades fanns aktivitet i området i och med den gamla tingsplatsen Tinghella. Æðuvík är flitigt besökt av turister under sommaren, och under julen är orten en populär besöksort tack vare julskyltningen i byn.
Skolan i Æðuvík lades ned 1958 och eleverna flyttades till skolan i Glyvrar. 1997 restes ett minnesmärke för de första bosättarna i och med hundraårsfirandet av samhället.
Namnet Æðuvík kommer från det färöiska namnet för ejder (æða) i genitivform, tillsammans med namnet för havsvik.

## Befolkningsutveckling
| Befolkningsutvecklingen i Æðuvík 1985–2015 | Befolkningsutvecklingen i Æðuvík 1985–2015 | Befolkningsutvecklingen i Æðuvík 1985–2015 | Befolkningsutvecklingen i Æðuvík 1985–2015 | Befolkningsutvecklingen i Æðuvík 1985–2015 |
| ------------------------------------------ | ------------------------------------------ | ------------------------------------------ | ------------------------------------------ | ------------------------------------------ |
|                                            |                                            |                                            |                                            |                                            |
| År                                         |                                            |                                            | Folkmängd                                  |                                            |
| 1985                                       | 1985                                       |                                            | 89                                         |                                            |
| 1990                                       | 1990                                       |                                            | 95                                         |                                            |
| 1995                                       | 1995                                       |                                            | 75                                         |                                            |
| 2000                                       | 2000                                       |                                            | 101                                        |                                            |
| 2005                                       | 2005                                       |                                            | 100                                        |                                            |
| 2010                                       | 2010                                       |                                            | 110                                        |                                            |
| 2015                                       | 2015                                       |                                            | 105                                        |                                            |
|                                            |                                            |                                            |                                            |                                            |